# Hana F.C.
Hana FC là một câu lạc bộ bóng đá Quần đảo Solomon đến từ Honiara, Quần đảo Solomon, thi đấu ở Telekom S-League. Sân nhà của đội bóng là Lawson Tama Stadium.

## Đội hình hiện tại
Tính đến tháng 8 năm 2014
Ghi chú: Quốc kỳ chỉ đội tuyển quốc gia được xác định rõ trong điều lệ tư cách FIFA. Các cầu thủ có thể giữ hơn một quốc tịch ngoài FIFA.
| Số | VT | Quốc gia         | Cầu thủ          |
| -- | -- | ---------------- | ---------------- |
| 1  | TM | Quần đảo Solomon | Peter Kiriau     |
| 2  | HV | Quần đảo Solomon | Paul Waisi       |
| 3  | HV | Quần đảo Solomon | Ian Sida         |
| 4  | TV | Quần đảo Solomon | Dalton Maesia    |
| 5  | HV | Quần đảo Solomon | Arnold Keni      |
| 6  | HV | Quần đảo Solomon | Francis Olomane  |
| 7  | TV | Quần đảo Solomon | Joachim Rande    |
| 8  | TV | Quần đảo Solomon | Max Ruku         |
| 9  | TĐ | Quần đảo Solomon | Frank Foli       |
| 10 | TĐ |                  | Abdouramane Kaba |
| 11 | TĐ |                  | Soumah Yaya      |
| 12 | TM | Quần đảo Solomon | Timothy Maerasia |
| 13 | HV | Quần đảo Solomon | Gareth Haikau    |

| Số | VT | Quốc gia         | Cầu thủ             |
| -- | -- | ---------------- | ------------------- |
| 14 | TV | Quần đảo Solomon | Darwin Maeriua      |
| 15 | TV | Quần đảo Solomon | Leslie Ramo         |
| 16 | TV | Quần đảo Solomon | Christopher Uhiaro  |
| 17 | HV | Quần đảo Solomon | Augustine Taneko    |
| 18 | TV | Nhật Bản         | Takahiro Oka        |
| 19 | TĐ | Quần đảo Solomon | Boni Pride          |
| 20 | TĐ | Quần đảo Solomon | Silas Torihahia Jr. |
| 21 | HV | Quần đảo Solomon | Philip Tunape Waiwa |
| 22 | HV | Quần đảo Solomon | Jeffery Wasi        |
| 23 | TM | Quần đảo Solomon | James Do'oro        |
| 24 | TV | Quần đảo Solomon | Sam Mara            |
| 25 | TV | Quần đảo Solomon | Stanley Puiarana    |